# Antonio Sabato Jr.
Antonio Sabàto Jr. (Roma, 29 febbraio 1972) è un attore e supermodello italiano naturalizzato statunitense.
Noto per il ruolo di Jagger Cates in General Hospital, di Bane Jessup in Streghe e di Dante Damiano in Beautiful.

## Biografia e carriera
Figlio dell'attore italiano Antonio Sabato e di Yvonne Kabouchy, di origine ceca ed ebrea aschenazita, riceve dalla madre la propria religione. All'età di dodici anni si trasferisce con la famiglia a Los Angeles. All'inizio degli anni novanta appare sulla copertina del numero di aprile della rivista Playgirl e si fa notare per una campagna pubblicitaria di intimo per Calvin Klein e appare, assieme a Djimon Hounsou, nel videoclip di Janet Jackson Love Will Never Do (Without You). Dal 1992 al 1995 prende parte alla soap opera General Hospital, successivamente ha recitato in Progetto Eden.
Nel 1996 recita nel film televisivo, girato tra Vienna e Roma, Padre papà, con Maria Grazia Cucinotta. Nel 2000 interpreta un altro film italiano con Lino Banfi Vola Sciusciù. Nella sua carriera ha recitato in molti film d'azione e horror: nel 2001 ha affiancato Eric Roberts in Mindstorm. Prende parte al serial tv Melrose Place e al film Il grande colpo con Mark Wahlberg. Ha preso parte a un episodio di Oltre i limiti, al ventunesimo episodio della seconda stagione di Ally McBeal e ha interpretato Bane Jessup in Streghe. Insieme all'attrice australiana Kimberley Davies ha interpretato, in un ruolo da protagonista, il film Fuori tempo massimo.

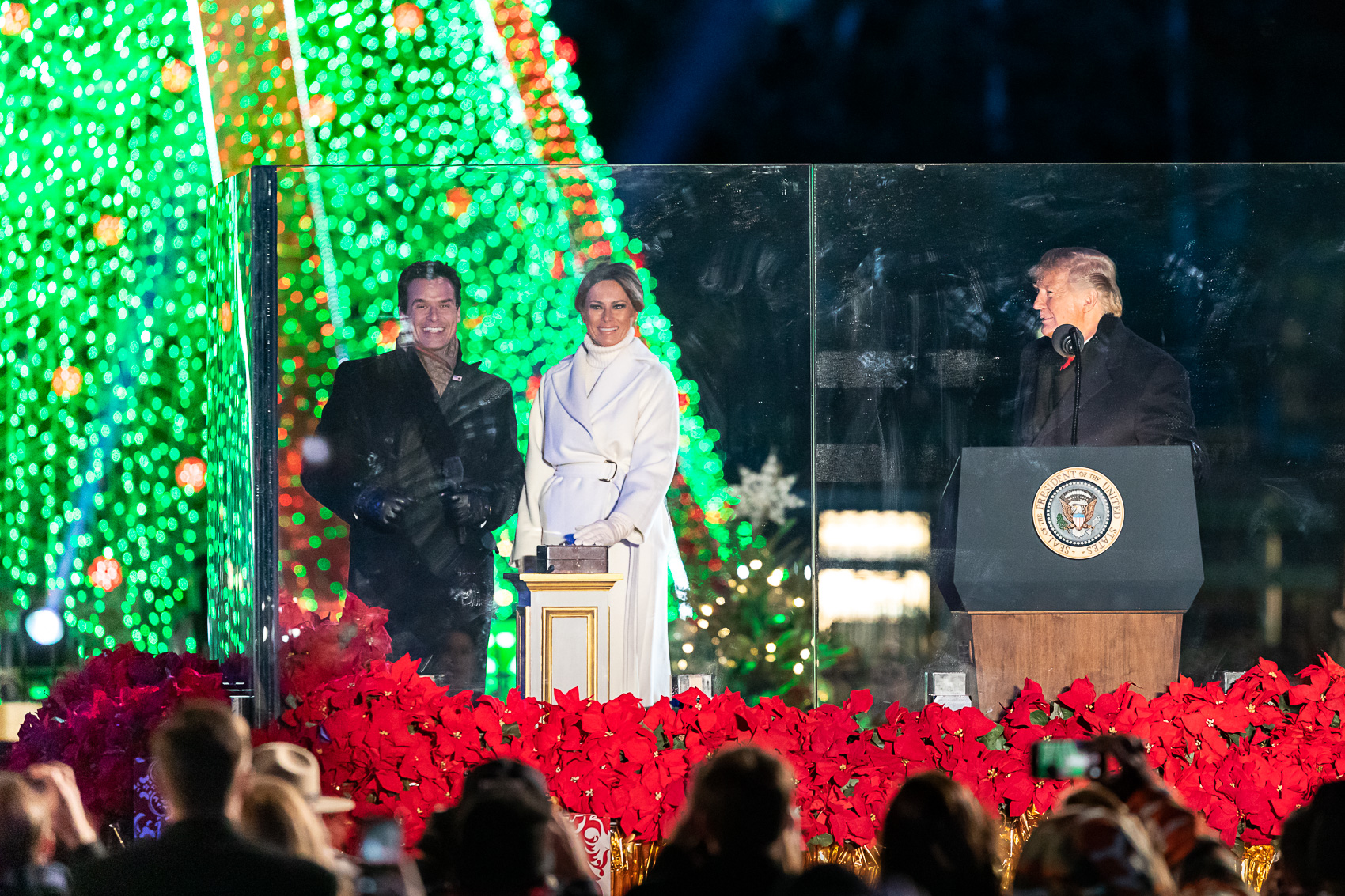
Antonio Sabato Jr., insieme al presidente Donald Trump e alla First Lady Melania Trump, ha partecipato alla cerimonia nazionale di illuminazione dell'albero di Natale nel 2018

Nel 2003 interpreta un omosessuale nel film Testosterone, dove compare nudo. Nel 2005 entra nel cast della soap opera Beautiful nel ruolo di Dante Damiano fino al 2007. Successivamente ha recitato in molte serie, tra cui CSI: NY nel 2010, mentre nel 2008 ha interpretato se stesso in un episodio di Scrubs. Nel 2009 interpreta la parte del serial killer Henry Lee Lucas nel film Drifter: Henry Lee Lucas. Forte sostenitore di Donald Trump e suo conoscente, nel 2017 si candida per entrare a far parte del Congresso.

## Vita privata
Ha tre figli, Jack Antonio (1994) avuto dall'attrice Virginia Madsen, Mina Bree (2002) avuta dalla sua ex compagna Kristin Rossetti, e Antonio Sabato III (2011) avuto dalla moglie Cheryl Moana Marie, dalla quale chiede il divorzio il 27 dicembre 2016 dopo cinque anni di matrimonio. Il 14 maggio dell'anno successivo vengono rese note le accuse della donna, secondo la quale il marito abuserebbe di farmaci. Accuse da cui l'attore si difende affermando che il suo periodo in riabilitazione sia dovuto solo a questioni legate all'uso di sonniferi regolarmente prescritti.

## Filmografia parziale

### Cinema
- Il ragazzo delle mani d'acciaio (Karate Rock), regia di Fabrizio De Angelis (1990)
- Fuga da Kayenta (Escape to Kayenta), regia di Fabrizio De Angelis (1991)
- Circles, regia di Adam Kreutner (1997)
- Il grande colpo (The Big Hit), regia di Kirk Wong (1998)
- Denaro sporco, regia di Armand Mastroianni (1998)
- Goosed, regia di Aleta Chappelle (1999)
- The Chaos Factor, regia di Terry Cunningham (2000)
- Giustizia parallela (The Base 2: Guilty as Charged), regia di Mark L. Lester (2000)
- Mindstorm (Mindstorm), regia di Richard Pepin (2001)
- Shark Hunter, regia di Matt Codd (2001)
- Longshot, regia di Lionel C. Martin (2001)
- Dead Above Ground, regia di Chuck Bowman (2002)
- Wasabi Tuna, regia di Lee Friendland (2003)
- Testosterone, regia di David Moreton (2003)
- Atterraggio d'emergenza (Crash Landing), regia di Jim Wynorski (2005)
- Bad Girl Island, regia di Stewart Raffill (2007)
- Henry Lee Lucas (Drifter: Henry Lee Lucas), regia di Michael Feifer (2009)
- Princess of Mars, regia di Mark Atkins (2009)
- Balls to the Wall, regia di Penelope Spheeris (2011)
- I tre marmittoni (The Three Stooges), regia di Bobby Farrelly (2012)
- Little Women, Big Cars, regia di Melanie Mayron (2012)
- Intikam, regia di Antonio Sabato Jr. (2016)
- Per amore di Daisy regia di David S. Cass Sr. (2016)

### Televisione
- ...Se non avessi l'amore, regia di Leandro Castellani - film TV (1991)
- General Hospital - soap opera, 2 episodi (1992-1994, 1995)
- Perché mia figlia? (Moment of Truth: Why My Daughter?), regia di Chuck Bowman - film TV (1993)
- Rebel Highway - serie TV, 1 episodio (1994)
- Progetto Eden (Project Eden) - serie TV, 21 episodi (1994-1995)
- Melrose Place - serie TV, 7 episodi (1995)
- Ricercata per omicidio (Her Hidden Truth), regia di Dan Lerner - film TV (1995)
- Fascino assassino (If Looks Could Kill), regia di Sheldon Larry - film TV (1996)
- Padre papà, regia di Sergio Martino - miniserie TV (1996)
- Massima velocità (Thrill), regia di Sam Pillsbury (1996)
- Lois & Clark - Le nuove avventure di Superman - serie TV, 1 episodio (1996)
- Nessun riscatto (Code Name: Wolwerine), regia di David Jackson - film TV (1996)
- Getaway - La fuga (The Perfect Getaway), regia di Armand Mastroianni - film TV (1998)
- Errore fatale (Fatal Error), regia di Armand Mastroianni - film TV (1999)
- Ally McBeal - serie TV, 1 episodio (1999)
- Wasterland - serie TV, 1 episodio (1999)
- Vendetta nell'oceano (Tribe), regia di George Trumball Miller - miniserie TV (1999)
- Oltre i limiti (The Outer Limits) - serie TV, 1 episodio (2000)
- Streghe (Charmed) – serie TV, 2 episodi (2000)
- Vola Sciusciù, regia di Joseph Sargent - miniserie TV (2000)
- La montagna della paura (Final Ascent), regia di David W. Smith (2000)
- Fuori tempo massimo (Seconds to Spare), regia di Brian Trenchard-Smith - film TV (2002)
- Una single a New York (See Jane Date), regia di Robert Salinger - film TV (2003)
- Bugs - Paura nel buio (Bugs), regia di Joseph Conti - film TV (2003)
- Half & Half - serie TV, 1 episodio (2004)
- Becker - serie TV, 1 episodio (2004)
- The Help - serie TV, 7 episodi (2004)
- Joey - serie TV, 1 episodio (2005)
- Jane Doe: tradimento (Jane Doe: Til Death Do Us Part), regia di Armand Mastroianni - film TV (2005)
- Beautiful - soap opera, 157 episodi (2005-2006)
- Force of Impact - Impatto mortale (Deadly Skies), regia di Sam Irwin - film TV (2006)
- Reckless Behavior: Caught on Tape, regia di Donald Wrye - film TV (2007)
- Destination: Infestation, regia di George Mendeluk - film TV (2007)
- Ghost Voyage - Odissea infernale (Ghost Voyage), regia di James Oxford - film TV (2008)
- General Hospital: Night Shift - soap opera, 14 episodi (2008)
- NCIS - Unità anticrimine (NCIS) - serie TV, episodio 6x10 (2008)
- Ugly Betty - serie TV, 1 episodio (2009)
- Scrubs - Medici ai primi ferri (Scrubs) - serie TV, 1 episodio (2009)
- CSI: NY - serie TV, 1 episodio (2010)
- Rizzoli & Isles - serie TV, episodio 1x06 (2010)
- Bones - serie TV, 1 episodio (2010)
- Hot in Cleveland - serie TV, 1 episodio (2011)
- Secrets from Her Past, regia di Gordon Yang - film TV (2011)
- Femme Fatales: Sesso e crimini (Femme Fatales) - serie TV, 1 episodio (2012)
- Baby Daddy - serie TV, 1 episodio (2013)
- Castle - serie TV, episodio 6x03 (2013)
- The League - serie TV, 2 episodi (2013)
- Un desiderio per Natale (All I Want for Christmas), regia di Emilio Ferrari - film TV (2014)
- Inganno in Paradiso (Dark Paradise), regia di Michael Feifer - film TV (2016)
- The Encounter - serie TV, 1 episodio (2016)

## Doppiatori italiani
Nelle versioni in italiano delle opere in cui ha recitato, Antonio Sabato Jr. è stato doppiato da:
- Massimo Lodolo in Getaway - La fuga, Fuori tempo massimo
- Andrea Ward in Streghe, Castle
- Claudio Colombo in Ally McBeal
- Riccardo Niseem Onorato in Beautiful
- Giorgio Borghetti in Progetto Eden
- Vittorio De Angelis in Il grande colpo
- Roberto Certomà in Mindstorm
- Francesco De Francesco in Baby Daddy
- Alessio Cigliano in Inganno in Paradiso